# Collaea speciosa
Collaea speciosa là một loài thực vật có hoa trong họ Đậu. Loài này được (Loisel.) DC. miêu tả khoa học đầu tiên.